# Mort d'un commis voyageur (film)
Pour les articles homonymes, voir Mort d'un commis voyageur (homonymie).
Pour plus de détails, voir Fiche technique et Distribution.
Mort d'un commis voyageur (Death of a Salesman) est un film américain réalisé par László Benedek d'après la pièce de théâtre éponyme d'Arthur Miller et sorti en 1951.

## Synopsis
Un père de famille, Willy Loman, commis-voyageur depuis 30 ans, vit avec son épouse aimante et ses 2 fils. Perturbé par sa fatigue au travail, son licenciement et son inquiétude quant à l'avenir de ses fils, Willy mourra dans un accident de voiture.
Fredrich March qui interprète le père a obtenu le Golden Globe du meilleur acteur dramatique pour ce rôle.

## Fiche technique
- Titre : Mort d'un commis voyageur
- Titre original : Death of a Salesman
- Réalisation : László Benedek
- Scénario : Stanley Roberts, d'après la pièce de théâtre éponyme d'Arthur Miller
- Musique : Alex North
- Photographie : Franz Planer
- Montage : Harry W. Gerstad et William A. Lyon
- Direction artistique : Cary Odell
- Création des décors : Rudolph Sternad (en)
- Décorateur : William Kiernan
- Production :
  - Producteur : Stanley Kramer
  - Producteur associé : George Glass (en)
- Société de production : Stanley Kramer Productions
- Société de distribution : Columbia Pictures (États-Unis)
- Pays d'origine :  États-Unis
- Langue : anglais
- Format : Noir et blanc — 35 mm — 1,37:1 — Son : Mono
- Genre : Film dramatique
- Durée : 115 minutes
- Dates de sortie :
  - États-Unis : 20 décembre 1951
  - France : 25 février 1953

## Distribution
- Fredric March : Willy Loman
- Mildred Dunnock : Linda Loman
- Kevin McCarthy : Biff Loman
- Cameron Mitchell : Happy Loman
- Howard Smith : Charley
- Royal Beal : Ben
- Don Keefer : Bernard
- Jesse White : Stanley
- Claire Carleton : mademoiselle Francis
- David Alpert : Howard Wagner
- Beverly Aadland : fille #1 (non-créditée)
- Jeanne Bates : mère #1 (non-créditée)
- Gail Bonney : mère #2 (non-créditée)
- Roger Broaddus : garçon (non-crédité)
- Paul Bryar : garde dans le métro (non-crédité)
- Patricia Edwards : Letta (non-créditée)
- Elisabeth Fraser : mademoiselle Forsythe (non-créditée)
- Wanda Perry : fille #2 (non-créditée)
- Christa Gail : fille #3 (non-créditée)